# 索恩河畔科尔莫朗什
索恩河畔科尔莫朗什（法語：Cormoranche-sur-Saône，法語發音：[kɔʁmɔʁɑ̃ʃ syʁ son]）是法国东部安省的一个市镇，属于布雷斯地区布尔格区。

## 地理
索恩河畔科尔莫朗什（46°14'27"N, 4°49'53"E）面积9.85 平方千米，位于法国奥弗涅-罗讷-阿尔卑斯大区安省，该省份为法国东部省份，北起汝拉省，西北接索恩-卢瓦尔省，西接罗讷省和里昂大都会，南至伊泽尔省，东与萨瓦省、上萨瓦省和瑞士接壤。
与索恩河畔科尔莫朗什接壤的市镇（或旧市镇、城区）包括：贝村、克吕济耶莱梅皮亚、加尔讷朗、格列日、索恩河畔克雷什、瓦雷讷莱马孔。

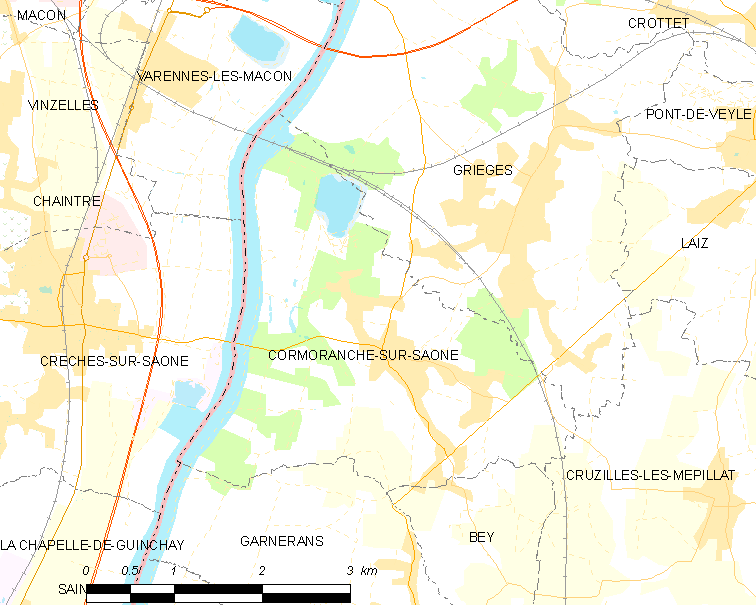
索恩河畔科尔莫朗什的OSM定位图

索恩河畔科尔莫朗什的时区为UTC+01:00、UTC+02:00（夏令时）。

## 行政
索恩河畔科尔莫朗什的邮政编码为01290，INSEE市镇编码为01123。

## 政治
索恩河畔科尔莫朗什所属的省级选区为沃纳县。

## 人口

1962-2008年间索恩河畔科尔莫朗什人口变化图示

索恩河畔科尔莫朗什于2022年1月1日时的人口数量为1165人。